# Острасьевы яры
Острасьевы яры (урочище Низкое) — участок заповедника «Белогорье», расположенный 8 км южнее п. Борисовка. Общая площадь: 90 га. Охранной зоны нет.

## Физико-географические особенности
Участок «Острасьевы яры» представляет собой овражно-балочную сеть, протяженностью около 3 км и шириной 200—800 м, и входящую в систему оврагов бассейна р. Гостинки. Абсолютные отметки 200—250 метров над уровнем моря. Склоны балки имеют крутизну до 45 градусов.

## Растительный мир
Острасьевы яры — типичный элемент ландшафта лесостепной зоны, растительность которого представлена характерным комплексом лугов и кустарников в верховьях балки байрачных лесов, в средней части остепненных лугов и луговой степи в низовьях, водно-болотной растительностью на днище яра.

## Животный мир
В пределах участка обитают: кабан, косуля, лисица, барсук, зайцы, белогрудый ёж, ласка, обыкновенный слепыш, полевая мышь, желтогорлая и лесная.